# Coventry (racconto)
Coventry è un racconto di fantascienza del 1940 dello scrittore statunitense Robert A. Heinlein.
Fa parte del ciclo della Storia futura.

## Storia editoriale
È stato scritto nel gennaio 1940 e pubblicato per la prima volta sul numero del luglio 1940 della rivista Astounding Science Fiction. Una versione leggermente modificata è stata in seguito inclusa nelle raccolte di opere di Heinlein Revolt in 2100 pubblicata nel 1953 e The Past Through Tomorrow del 1967.
Ne esistono diverse traduzioni in italiano: quella intitolata Ritorno alla vita è stata pubblicata nel 1959 dalla Ponzoni Editore in appendice al n. 24 della collana I Romanzi del Cosmo, e poi di nuovo nel 1962 in appendice al n. 11 della collana Cosmo. I capolavori della fantascienza.
Quella di Roberta Rambelli che si intitola Coventry è stata pubblicata dalla Casa Editrice La Tribuna nel 1971 nella raccolta Rivolta 2100 (Revolt in 2100, 1953).
Per l'edizione di The Past Through Tomorrow Heinlein ha apportato molte lievi modifiche alle opere del ciclo della Storia futura per aggiornarle e migliorarne la coerenza interna, su questa versione dei testi è basata la traduzione in italiano di Giuseppe Lippi, intitolata Confino e pubblicata dalla Mondadori nel 1988 e nel 1999 nell'antologia La storia futura.

## Ambientazione
Dopo la caduta della teocrazia si è sviluppata la "prima civiltà umana", fondata sui principi scientifici della semantica sintetizzati nel "Patto" che dichiara legale qualsiasi atto se non danneggia altre persone.
Qualunque azione contraria al Patto è punita; chi commette questo reato può scegliere tra sottoporsi ad una radicale psicoterapia da parte di esperti psicologi oppure essere esiliato a Confino (Coventry), un territorio separato dal mondo civile da una barriera e diviso in tre distinte “nazioni”:
Nuova Americauna democrazia corrotta con un sistema giudiziario disfunzionale, situata vicino al punto di ingresso di Confino, è la più popolosa delle tre nazioni;
Stato Liberononostante il nome si tratta di una dittatura assoluta, governata dal "Liberatore" e dotata di un sistema penale ancora più duro, una nazione spesso in guerra con Nuova America anche se non al momento della storia;
Gli Angelii resti della teocrazia incontrata in Rivolta 2100, poco numerosi, vivono sulle colline a nord di Nuova America, governati da un nuovo "Profeta Incarnato".

## Trama
Il protagonista, David MacKinnon, è un idealista romantico sotto processo per aggressione; poiché le autorità temono che possa ripetere la sua azione, egli deve scegliere tra le cure e l'esilio, MacKinnon sceglie l'esilio per sfuggire ciò che egli vede come l'invadenza di una società troppo civilizzata.
Viene quindi inviato oltre la barriera che separa Confino dal resto del mondo, qui MacKinnon scopre che la pacifica anarchia che aveva immaginato è in realtà una desolante distopia.
David, appena arrivato a Nuova America, viene privato di tutto quanto ha portato con sé attraverso la barriera e incarcerato insieme con "Ombra" Magee, del quale diventa amico e con il quale evade dalla prigione.
Quando vengono a sapere che Nuova America e lo Stato Libero stanno unendo le forze per attaccare la civiltà, lui e Ombra riescono separatamente ad oltrepassare la barriera per mettere in guardia il loro paese d'origine.
Tornato al mondo che aveva lasciato, MacKinnon scopre che Ombra è in realtà un agente dell'United States Army e che, rischiando la vita per avvertire il suo paese, si è riscattato e non ha più bisogno della terapia.

## Collegamenti con altre opere dell'autore
La dittatura dello Stato Libero è basata sulle vecchie teorie funzionaliste, già incontrate ne Le strade devono correre.

### Edizioni
- Robert A. Heinlein, Confino, in La storia futura (antologia), collana Urania Classici, traduzione di Giuseppe Lippi, vol. 3, n. 264, Mondadori, marzo 1999,  pp. 174-230, ISSN 1120-4966 (WC · ACNP).

### Fonti critiche
- (EN) James Daniel Gifford, The New Heinlein Opus List, in Robert A. Heinlein: A Reader's Companion (PDF), Nitrosyncretic Press, 2000, ISBN 978-0-9679874-1-5. URL consultato il 25 settembre 2015.

- Giuseppe Lippi, Nota, in La storia futura (antologia), collana Urania Classici, vol. 1, n. 241, Mondadori, aprile 1997,  p. 14, ISSN 1120-4966 (WC · ACNP).
«Le traduzioni sono state rifatte appositamente, con l'eccezione di L'uomo che vendette la luna e Requiem che erano già apparsi a cura di Lia Volpatti e Paola Francioli.»